# 小倉桂子
小倉 桂子（おぐら けいこ、1937年8月4日 - ）は、日本の被爆体験証言者、通訳。平和のためのヒロシマ通訳者グループ代表。
被爆体験を英語で証言できる数少ない被爆者として年間およそ2,000人に自らの体験を伝え続けている。夫は小倉馨（広島平和記念資料館第3代館長）。

## 来歴
広島市生まれ。 1945年8月6日、8才の時に爆心地より2.4キロの広島市牛田町で被爆。1959年、広島女学院大学英文学部卒業。
1962年、広島市役所勤務の小倉馨（米国生まれで17歳年上)と結婚。
1979年8月、夫の小倉馨が平和宣言を書いている途中で、くも膜下出血で亡くなる（妻・桂子が42歳、長男が12歳、長女が15歳の時）。
翌1980年から海外から広島を訪れる平和運動家、作家､学者、メディアなどの通訳・コーディネートを始める。
1981年、ニューヨークで行われた第一回核被害者世界大会にて、アメリカで自身初の被爆証言を行う。あるアメリカ人から「原爆を落としたから、日本人は自決しなくてよかった。私たちは日本人を助けたんだ。私たちが爆弾を落として。」と言われる。一方、カリフォルニアで第二次世界大戦を知る70代から90代の人達に証言をした際は、「広島・長崎で、原爆によってそんな酷いことがあったことを初めて知った。知らないことや無関心が戦争を引き起こす。ごめんなさい。」と泣きながら抱きしめられた。
1984年、「平和のためのヒロシマ通訳者グループ、Hiroshima Interpreters for Peace（HIP）」設立。1985年、和英対訳「ヒロシマ事典」を刊行。
1990年、株式会社アテンションを設立（通訳・翻訳・出版）。1991年、和英ガイドブック「ヒロシマ アテンション プリーズ（Hiroshima Attention Please）」刊行。アジア大会の手引書として、広島県民に広く利用される。
2005年、広島市民賞受賞。同年に英和対訳HIPの「平和公園ガイド」を刊行。2009年、広島ユネスコ活動奨励賞受賞。
2011年、広島平和文化センターより英語による被爆体験証言者を委嘱され登録。英語による被爆証言を開始。
2013年、第25回谷本清平和賞受賞。
2016年2月、和英対訳「英会話しながら広島ガイド（HIP’s Hiroshima Guide）」を発行（A5判76ページ。左右ページに日本語、英語を対応、発音練習用CD付き）。
2016年、カリフォルニア州クレアモント、ポモナ大学で広島講座。合衆国議会とクレアモント市から表彰。
2017年春、ニューヨーク大学でロバート・リフトン教授とトークセッション。同年秋、ニューヨーク州シラキュース大学、オハイオ州ボーリンググリーン州立大学で1週間の広島講座。
2017年11月27日、核保有・非保有国双方の有識者が核軍縮の方策について議論する「賢人会議」の第1回会合（広島市で開催）で委員に英語で自身の被爆体験を伝える。
2018年5月、ボストン地区のハーバード大学ケネディ行政大学院、マサチューセッツ工科大学、タフツ大学フレッチャー法律外交大学院の3校で広島講座。
2018年7月10日、若尾祐司共編「戦後ヒロシマの記録と記憶　小倉馨のＲ・ユンク宛書簡」上下巻（名古屋大学出版会）刊行。
2023年5月19日、G7広島サミットで、原爆資料館を訪れた各国の首脳たちに自らの被爆体験を証言。5月21日、ウクライナ・ゼレンスキー大統領が原爆資料館を視察した際にも証言・対話を行った。

## 受賞
- 2005年、広島市民賞（HIP受賞）
- 2009年、広島ユネスコ活動奨励賞（HIP受賞）
- 2013年、第25回 谷本清平和賞
- 2016年、合衆国議会とクレアモント市から表彰

## 主な出演
- 2022年10月28日、NHK「いま 伝えたい 小倉桂子さん核大国アメリカでの対話」[24]
- 2023年8月、報道特別番組『アイ アム アトミックボム サバイバー～小倉桂子が伝え続ける理由～』（テレビ新広島制作、放送：8月6日14時～テレビ新広島／8月11日27時55分～フジテレビ）[25]。